# Феликс из Никозии
Святой Феликс из Никозии (итал. Felice di Nicosia), в миру Филиппо Джакомо Аморозо (итал. Filippo Giacomo Amoroso, 5 ноября 1715, Никозия, Сицилия — 31 мая 1787, Никозия, Сицилия) — итальянский монах из ордена капуцинов.
Беатифицирован 12 февраля 1888 года папой Львом XIII, канонизирован 23 октября 2005 года папой Бенедиктом XVI.
День памяти — 31 мая.

## Биография
Родился в 1715 году в Никозии примерно через три недели после смерти своего отца. В детстве помогал в мастерской сапожника возле монастыря капуцинов и, таким образом, познакомился с монахами и их образом жизни. В 20-летнем возрасте попросил принять его в орден в качестве конверза, на ему отказали. Он не отступился и вновь и вновь подавал прошения, прежде чем через восемь лет его всё-таки приняли в орден и отправлен послушником в Мистретте. 19 октября 1743 года он поступил в новициат, получив имя Феликс (в честь первого святого-капуцина); через год он принёс монашеские обеты.
Вопреки обычаям брата Феликса направили в монастырь в его родном городе. Его определили работать квестором; в его обязанности входило путешествовать по региону и собирать милостыню для монахов. Всегда был доброжелателен к людям, даже когда его прогоняли от дверей, в которые он стучался в надежде на подаяние. Был наделён даром исцелять как физические, так и духовные болезни, всегда завершая молитву словами «Пусть будет так ради любви Божией». С готовностью ухаживал за больными; имел способность к билокации. Когда в марте 1777 года в близлежащем городе Черами свирепствовала эпидемия злокачественных новообразований, он без промедления отправился туда и ухаживал за болящими, в большой мере облегчая их страдания. 
В мае 1787 года во время работы в саду брата Феликса внезапно настигла сильная лихорадка. Лекарь прописал ему лекарства, но они оказались бесполезны. На протяжении всей жизни ничего не делал без благословения и даже перед смертью попросил разрешения умереть.